# Jay Adams

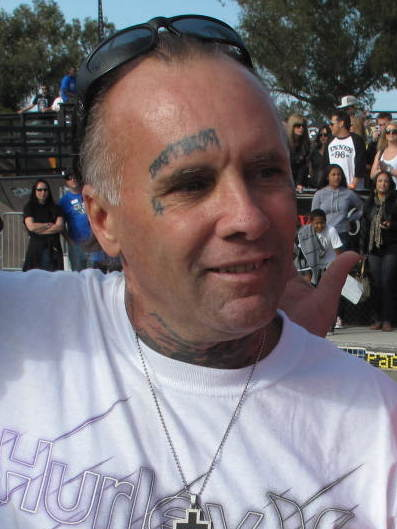
Jay Adams (2011)

Jay Adams, född 3 februari 1961 i Venice i Los Angeles, Kalifornien, död 14 augusti 2014 i Puerto Escondido i Oaxaca, Mexiko, var en amerikansk skateboardåkare och en av de personer som inledde poolskating och streetskating. Han var en av de första så kallade Z-Boys och en av de mest respekterade åkarna för den tiden.
Han var den yngste av alla Z-Boys. De flesta Z-Boys kom från fattiga eller splittrade familjer. Så var även fallet med Adams, han tjänade lite pengar och det han tjänade gav han till sin mamma så att de skulle kunna betala hyran. Han skejtade mest ihop med Tony Alva och Stacy Peralta.